# Julia Lennon
Pour les articles homonymes, voir Lennon.
Julia Lennon (née Julia Stanley le 12 mars 1914 à Liverpool en Angleterre, et décédée le 15 juillet 1958 dans cette même ville) est la mère du musicien et chanteur John Lennon, fondateur des Beatles. Celui-ci est son premier enfant et le seul issu de son mariage avec Alfred Lennon. Elle a par la suite une fille (placée dans un centre d’adoption sous la pression de sa famille) avec « Taffy » Williams, puis deux filles ; Julia et Jackie, avec John « Bobby » Dykins.
Julia était connue pour son esprit et son impulsivité, mais avait également des talents musicaux et un sens de l’humour très prononcé. Elle a acheté à John Lennon sa première guitare et l’a encouragé à en jouer, même lorsque sa sœur Mimi Smith, qui en avait la garde, le désapprouvait fortement. Elle est restée en contact quasi-quotidien avec Lennon et, durant son adolescence, celui-ci passait souvent la nuit à la maison qu’elle partageait avec Bobby Dykins.
Le 15 juillet 1958, Julia est heurtée et tuée par une voiture conduite par un chauffard ivre , près de la maison de Mimi. Lennon restera traumatisé par cette mort et écrira plusieurs chansons à son propos, notamment Julia et Mother. Le critique musical Ian MacDonald l’a décrite comme « en grande partie la muse de son fils ».

## Biographie

### Jeunesse
Julia Stanley, surnommée Judy, est née au 8 Head Street, à Liverpool, le 12 mars 1914. Elle est la quatrième de cinq sœurs. Lennon a par la suite déclaré que les « filles Stanley » étaient « cinq femmes fantastiques, fortes, magnifiques et intelligentes ». Son père George quitte la marine et trouve un travail à la Liverpool and Glasgow Tug Salvage Company, comme agent d'assurances. Il déménage avec sa famille dans la banlieue de Woolton, où ils vivent dans un petit pavillon au 9 Newcastle Road dans le quartier de Penny Lane. Sa mère, Annie Jane Stanley, meurt en 1945, et Julia doit subvenir aux besoins de son père avec la légère aide de sa sœur ainée Mimi.

### Avec Alfred Lennon

#### Rencontre

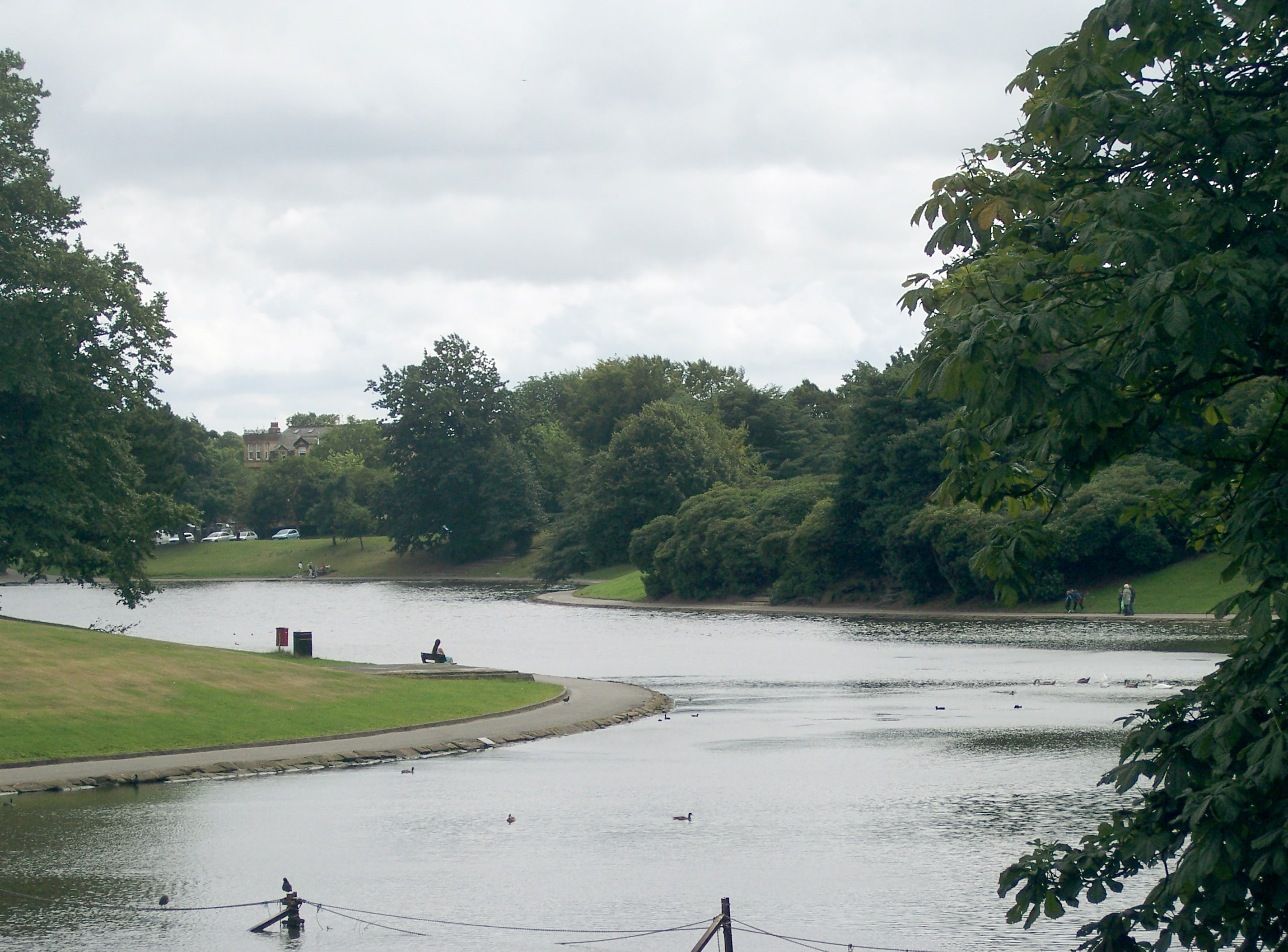
C'est au Sefton Park de Liverpool que Julia a rencontré Alfred Lennon.

Alfred « Freddie » Lennon (toujours surnommé « Alf » par sa famille) est toujours prompt à l'humour et aux traits d'esprit, mais ne peut jamais conserver longtemps un emploi, car il préfére visiter les nombreux théâtres à vaudeville et cinémas de Liverpool, dont il connaît bien les ouvreuses. C'est au club Trocadero, un cinéma reconverti sur Camden Road, à Liverpool, qu'il rencontre pour la première fois Julia Stanley.
Alfred revoit Julia au Sefton Park de Liverpool, où il est venu avec un ami pour séduire des filles. Lennon, qui porte un porte-cigarette et un chapeau melon, voit « cette petite enfant abandonnée » assise sur un banc. Julia (qui n'a que 14 ans) lui dit que son chapeau à l'air « débile », ce à quoi Alfred (âgé de 15 ans) lui répond qu'elle est jolie, et s'assoit à côté d'elle. Julia lui demande d'enlever son chapeau, ce qu'il fait puis lance son couvre-chef dans le lac proche. Un neveu a par la suite déclaré que Julia pouvait « faire une blague sur un rien », disant que sa tante Judy (Julia) aurait pu « sortir d'une maison en flammes avec le sourire et une blague ».
Julia attire souvent l'attention des hommes dans la rue. Elle est toujours bien habillée et va jusqu'à se coucher maquillée afin d'être belle au réveil. Elle fréquente les salles de danse de Liverpool où des dockers, soldats, marins, serveurs et autres « oiseaux de nuit » l'invitent à participer à des concours de Jitterbug. Certains remarquent qu'elle fait souvent preuve d'humour et chante des chansons populaires du moment, à toute heure du jour et de la nuit. Les gens disent que sa voix ressemble à celle de Vera Lynn, tandis qu'Alfred apprend à imiter Louis Armstrong et Al Jolson. Julia joue de l'ukulélé, de l'accordéon et du banjo (tout comme Alf), bien qu'elle n'en ait jamais joué de façon professionnelle. Ils passent leurs journées ensemble dans Liverpool et rêvent de leur avenir, envisageant d'ouvrir un magasin, un pub ou un club.

#### Mariage
Le 3 décembre 1938, onze ans après leur première rencontre, Julia épouse Alfred Lennon, après lui avoir fait une demande en mariage, contrairement à la tradition qui veut que ce soit une initiative masculine. Ils se marient au bureau d'état civil de Bolton Street (aucun membre de la famille de Julia n'est présent) et Julia écrit sur le certificat de mariage qu'elle est « ouvreuse de cinéma », bien qu'elle n'ait jamais exercé ce métier. Leur lune de miel consiste en un repas dans un restaurant de Clayton Square (où John Lennon célèbrera son mariage avec Cynthia Powell), puis une soirée au cinéma,. Julia rentre ensuite chez elle en brandissant son certificat de mariage et déclare : « Voila ! Je suis mariée à lui ». C'est un acte de défiance à l'encontre de son père, qui l'avait menacée de la déshériter si elle s'installait avec un amant. Julia passe sa nuit de noces dans la maison familiale des Stanley, sans son mari, car Alf est rentré chez lui. Le lendemain, il part en mer pour trois mois, sur un navire à destination des Caraïbes.
La famille Stanley ignore complètement Alfred dans un premier temps, le considérant comme n'étant « d'aucun intérêt pour quiconque, certainement pas pour Julia ». Le père de Julia demande à Alf de lui présenter des éléments concrets pour prouver qu'il pourrait subvenir financièrement aux besoins de Julia, mais la seule idée de Freddie est de rejoindre la marine marchande britannique, en tant que steward sur un navire parti pour la Méditerranée. Il revient à Liverpool après quelques mois et s'installe chez les Stanley, sur Newcastle Road. En janvier 1940, Julia apprend qu'elle est enceinte. Lorsque la Seconde Guerre mondiale éclate, Alfred est engagé comme marin et, pendant les deux premières années, envoie régulièrement des chèques à Julia, qui vit avec son fils au 9 Newcastle Road. Les chèques ne parviennent plus à Julia lorsqu'Alfred déserte en 1943.

#### John

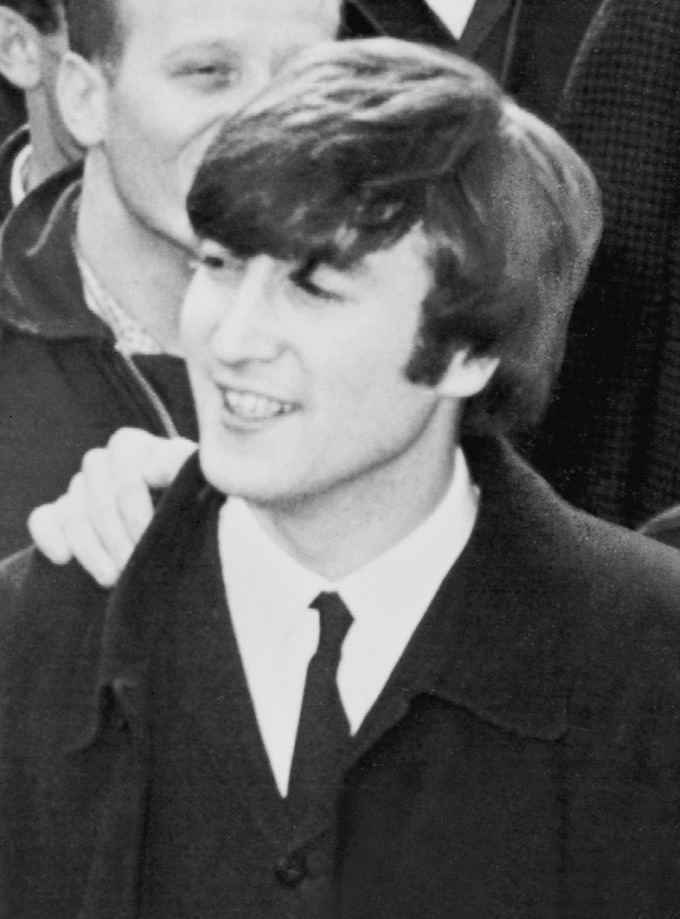
Julia Lennon est la mère du fondateur des Beatles John Lennon, mais celui-ci a été élevé par sa tante.

Lennon nait le 9 octobre 1940 à l'Oxford Street Maternity Hospital de Liverpool. Apprenant que Julia a donné naissance à un garçon, Mimi, la sœur aînée de Julia rejoint l'hôpital durant un bombardement, se cachant dans les embrasures de portes pour éviter les shrapnel et courant « aussi vite que ses jambes pouvaient la porter ». Lennon reçoit les prénoms de son grand-père paternel et du premier ministre Winston Churchill. Alfred n'assiste pas à l'événement, étant alors en mer,.
Lennon entre à l'école en novembre 1945, à la fois pour que Julia puisse trouver un emploi à temps partiel dans un café proche de l'école, et pour pouvoir le ramener rapidement à la maison. Après nombre de critiques de la part de la famille Stanley sur le fait que Julia, encore mariée, « vive dans le péché » avec Bobby Dykins, et après des pressions considérables de Mimi (qui avait contacté à deux reprises les services sociaux de Liverpool pour se plaindre du fait que le jeune Lennon dormait dans le même lit que Julia et Dykins), Julia doit finalement accepter de confier John à sa sœur Mimi,.
En juillet 1946, Alfred se rend au domicile de Mimi, au 251 Menlove Avenue et emmène son fils à Blackpool pour des vacances, tout en prévoyant secrètement d'émigrer en Nouvelle-Zélande avec lui. Julia et Dykins s'en rendent compte et les suivent à Blackpool. Alf demande alors à Julia de partir avec eux en Nouvelle-Zélande, ce qu'elle refuse. Après une discussion mouvementée, Alfred demande à son fils âgé de cinq ans de choisir entre sa mère et lui. John choisit Alfred (à deux reprises) et Julia s'en va de fait, mais Lennon finit par la suivre en pleurant. Alfred perd alors contact avec la famille, et ce jusqu'à la Beatlemania, durant laquelle il rencontre à nouveau son fils.

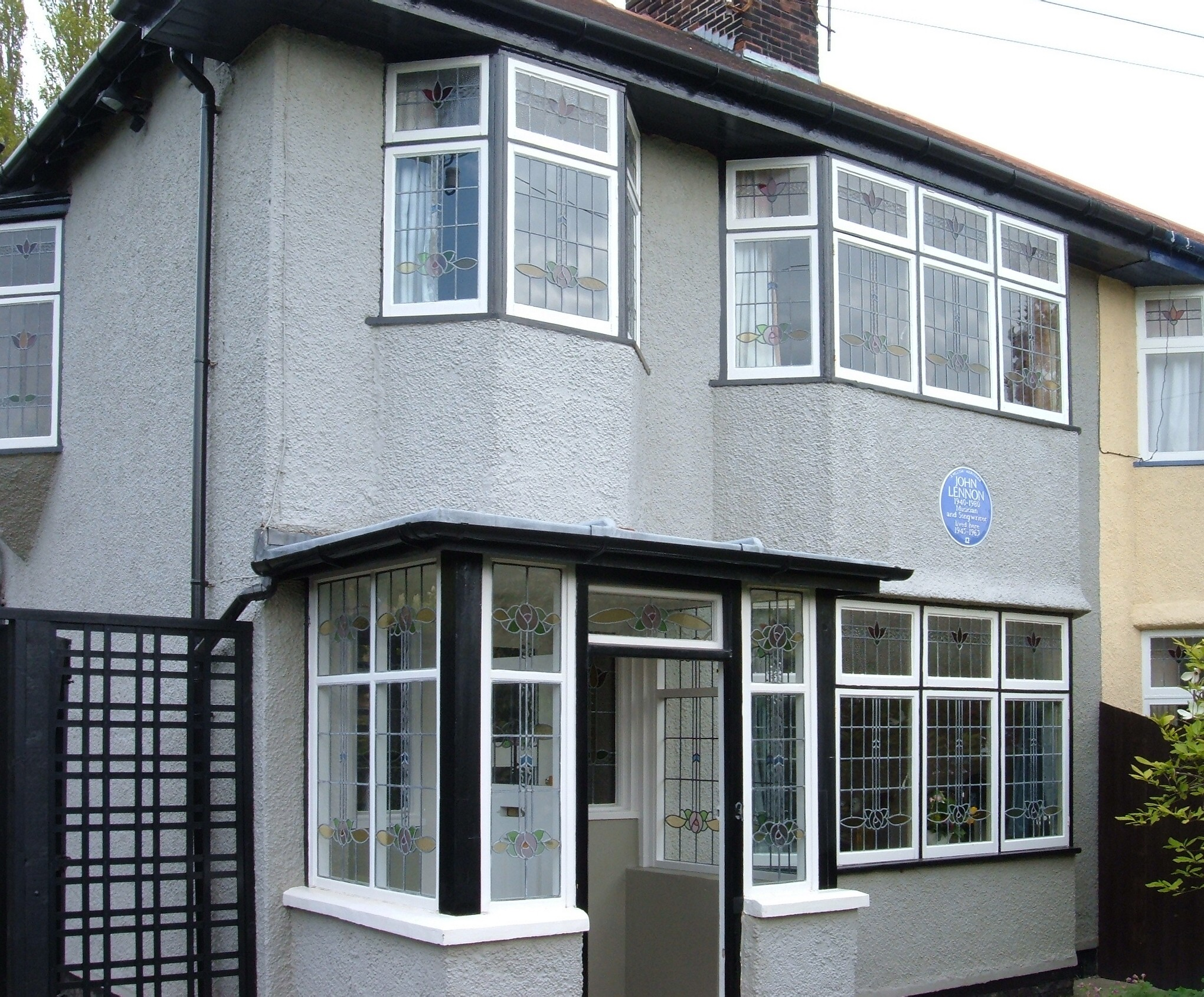
« Mendips », la maison de Mimi Smith, où John Lennon a grandi. Julia Lennon est également morte près de cette maison.

Julia ramène Lennon chez elle et l'inscrit dans une école locale, puis le rend à sa sœur au bout de quelques semaines. Plusieurs raisons peuvent justifier cette décision : Dykins n'aurait pas voulu avoir à élever un jeune garçon, Julia aurait été incapable de prendre cette responsabilité, ou il s'agirait d'une punition venant de son père et de Mimi pour vivre dans le péché. Lennon s'en blâme : il a par la suite déclaré : « ma mère... ne pouvait s'occuper de moi ». Il vit par la suite continuellement à « Mendips, », Mimi étant déterminée à lui donner une bonne fois pour toutes une « éducation décente ». Julia achète par la suite à John Lennon sa première guitare mais insiste pour qu'elle soit livrée chez-elle plutôt que chez Mimi. Comme Lennon a des difficultés pour apprendre les accords, elle lui apprend les accords au banjo et à l'ukulélé, plus simples. Elle apprend également à Lennon à jouer de l'accordéon,. Mimi refusant d'avoir un lecteur de disques chez elle, John apprend à jouer ses airs préférés en allant chez sa mère et en utilisant le sien. Elle lui joue notamment des disques d'Elvis Presley.
En 1957, quand les Quarrymen (avant l'arrivée de Paul McCartney et George Harrison) jouent à St. Barnabas Hall, sur Penny Lane, Julia vient les voir. Après chaque chanson, Julia applaudit et siffle plus fort que quiconque, et a été vue « se balançant et dansant » durant tout le concert. Lennon rend fréquemment visite à sa mère durant cette période, lui parlant de ses anxiétés et problèmes, tandis que Julia l'encourage à poursuivre dans le domaine de la musique malgré les objections de Mimi Smith.

#### Victoria
En 1942 - 1943, Julia vit avec Lennon dans une maison appelée The Dairy Cottage à Woolton. Le cottage appartient au mari de Mimi, George Smith, et Mimi souhaite que Julia y réside pour être plus près de chez elle, et pour ne plus vivre chez les Stanley. Comme Alf est souvent en mer, Julia sort régulièrement dans les dance halls. En 1942, elle rencontre un soldat gallois nommé Taffy Williams qui est affecté à la caserne de Mossley Hill. Alfred s'en est par la suite voulu à ce sujet, car il lui avait écrit dans une lettre que, puisqu'il y avait une guerre, il fallait qu'elle sorte et prenne du bon temps. Julia Lennon tombe enceinte de Williams fin 1944, et déclare dans un premier temps avoir été violée par un soldat. Williams refuse de vivre avec Julia (qui est toujours mariée à Alfred Lennon) à moins qu'elle n'abandonne John, ce qu'elle refuse. Quand Alf rentre finalement en 1944, il propose de s'occuper de Julia, Lennon, et du bébé attendu, mais Julia refuse.
Alfred amène son fils chez son frère Sidney dans la banlieue de Liverpool quelques mois avant l'accouchement de Julia. Julia donne naissance à une fille, Victoria Elizabeth, à la maternité d'Elmswood le 19 juin 1945. Victoria est par la suite adoptée par un couple de norvégiens (Peder et Margaret Pedersen) à la suite de pressions intenses de la famille de Julia, On n'a jamais parlé à John Lennon de Victoria (qui a par la suite été rebaptisée Ingrid Marie) et n'a visiblement jamais rien su de son existence.

### Avec John Dykins

#### Une relation complexe

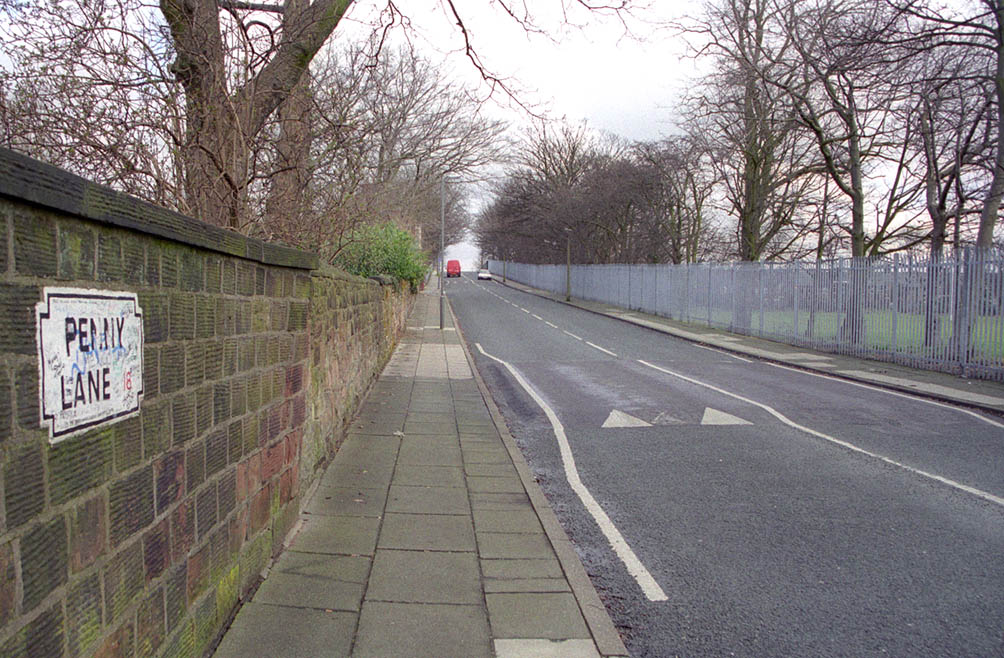
John Dykins est mort dans un accident de voiture sur Penny Lane, célébrée par les Beatles dans une chanson du même nom.

Julia commence à voir Dykins un an après la naissance de Victoria (cependant, ils se connaissaient auparavant), alors qu'elle travaille dans un café près de l'école de John,. Dykins est plus âgé qu'elle et travaille comme sommelier dans un hôtel de Liverpool. Julia emménage dans un petit appartement avec lui. Il apprécie le luxe et a accès à des biens rationnés tels que l'alcool, le chocolat et les cigarettes, ce qui attire particulièrement Julia. Les amis et la famille de Julia se sont par la suite souvenus que Dykins avait un fort caractère, et qu'il pouvait se montrer violent après avoir bu. Lennon s'est un jour rappelé avoir vu sa mère venir chez sa tante avec le visage ensanglanté, ayant été battue par Dykins.
Julia est accusée par sa famille d'être frivole et peu fiable (elle n'a jamais apprécié les tâches ménagères) et a été surprise en train de laver le sol de sa cuisine avec une culotte sur la tête. Il en va de même avec sa façon de cuisiner : elle mélange les choses « telle un savant fou », et peut mettre du thé « ou tout ce qui lui tombe sous la main » dans une potée. 
Par la suite, Dykins dirige plusieurs bars de Liverpool, ce qui permet à Julia de rester à la maison pour s'occuper de ses deux filles et de Lennon, qui lui rend souvent visite et reste passer la nuit chez elle, au 1 Blomfield Road. Lennon et Paul McCartney se sont par la suite revus dans la salle de bains de cette maison où l'acoustique « sonnait comme dans un studio d'enregistrement ». Dykins donne chaque semaine à Lennon de l'argent de poche (un shilling) contre de petits travaux, en plus des cinq shillings que sa tante lui donne,. En décembre 1965, Dykins est tué dans un accident de voiture en bas de Penny Lane. Lennon n'en est informé que quelques mois plus tard, car ce n'était « pas les affaires de la famille [Stanley] ».

#### Julia et Jackie
Julia a deux filles avec Dykins : Julia (née le 5 mars 1947) et Jacqueline (Jackie) Dykins (née le 26 octobre 1949),. Jackie étant née prématurément, sa mère vient tous les jours la voir à l'hôpital.
Lorsque John Lennon a 11 ans, il commence à venir chez Dykins et y passe parfois la nuit. Julia Dykins lui laisse alors son lit et partage celui de sa sœur. Julia se rappelle qu'après les visites de Lennon, sa mère mettait un disque nommé My Son John, To Me You Are So Wonderful, « par un vieux crooner, s'asseyait et l'écoutait ».
Après la mort de Julia, les deux filles (âgées de onze et huit ans) sont envoyées chez leur tante à Édimbourg, et apprennent deux mois plus tard par l'oncle de Lennon, Norman Birch, que leur mère est morte.
Après le succès des Beatles, Lennon achète une maison sur Gateacre Park Drive, à Liverpool, pour que Jackie et Julia puissent y vivre avec sa tante Harriet et son oncle Norman, qui étaient devenus les tuteurs légaux des filles (le lien de parenté de Dykins n'a pas été pris en compte en l'absence de mariage légal). Après les morts de Lennon et d'Harriet, Yoko Ono a voulu vendre la maison (toujours au nom de Lennon) et l'a finalement cédée à l'Armée du Salut le 2 novembre 1993, bien que Lennon ait un jour écrit une lettre à ce sujet expliquant qu'il voudrait en laisser l'usage à ses demi-sœurs. Par la suite, Jackie vit chez Mimi lorsque celle-ci réside à Poole, mais part peu après être tombée enceinte. Elle revient lorsqu'elle tombe enceinte une deuxième fois pour demander de l'argent.
Julia et Jackie ont rencontré Victoria/Ingrid durant une cérémonie pour placer une blue plaque sur le 251 Menlove Avenue pour commémorer le fait que John Lennon avait vécu ici. Stan (un cousin de Julia) était sur une échelle pour fixer la plaque au mur et a dit : « Je crois que je vois Ingrid. » C'est une surprise pour Julia et Jackie, car cela signifiait que Stan avait déjà vu Ingrid, ce qui n'était pas leur cas. Quand toutes trois se sont finalement rencontrées pour la première fois, Julia a été choquée par le fait qu'Ingrid ne ressemblait pas du tout aux autres membres de la famille Stanley, à cause de ses yeux bleus, notamment.

### Mort

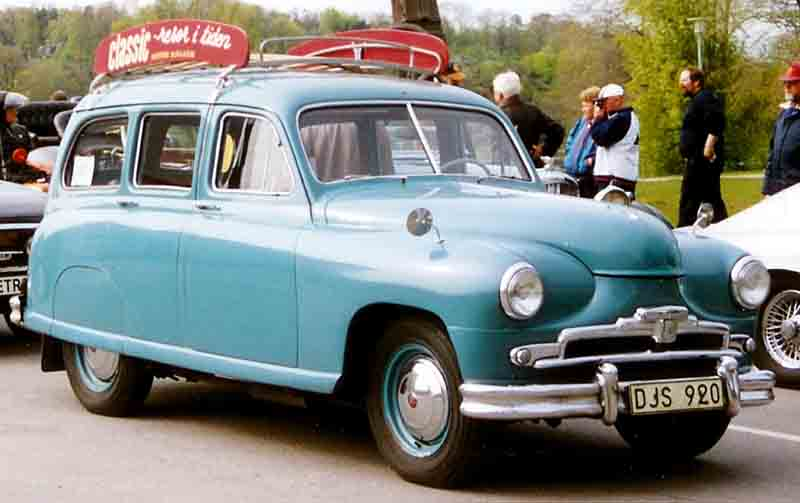
Julia Lennon est morte heurtée violemment par une Standard Vanguard.

Julia se rend chez sa sœur presque tous les jours, où elles parlent autour de thé et de biscuits. Le soir du 15 juillet 1958, Nigel Whalley, membre des Quarrymen rend visite à John Lennon et trouve Julia et Mimi en train de parler devant la porte. Lennon n'était pas là et attendait chez sa mère. Whalley accompagne Julia vers l'arrêt de bus situé plus bas sur Menlove Avenue, Julia racontant des blagues en chemin. Vers 21 h 30, Whalley la quitte et elle traverse la route vers un terre-plein central couvert d'une haie. Cinq secondes plus tard, Whalley entend « un bruit sourd », et se tourne pour voir le corps de Julia « voler dans les airs ». Son corps atterrit à près de 30 mètres de l'endroit où elle avait été heurtée. Il court chercher Mimi et tous deux attendent une ambulance, Mimi faisant une crise d'hystérie. 
Julia a été heurtée et tuée par une Standard Vanguard conduite par un policier hors de son service, Eric Clague, qui était un apprenti conducteur. Clague a par la suite déclaré : « Mrs Lennon a juste couru droit devant moi. Je ne pouvais tout simplement pas l'éviter. Je n'accélérais pas, je le jure. C'était juste une de ces terribles choses qui peuvent arriver » Clague est acquitté de toutes les charges dont il était l'objet et ne reçoit qu'une courte suspension. Lorsque Mimi Smith apprend le verdict, elle est si choquée qu'elle hurle « Meurtrier ! » à Clague. Ce dernier a par la suite quitté la police et est devenu facteur. Par coïncidence, en 1964, une partie de sa tournée lui faisait déposer des sacs de courrier de fans chez Paul McCartney, les Beatles étant devenus célèbres.   
Lennon n'a pas le courage d'aller voir le corps de Julia lorsqu'il est exposé au Sefton General Hospital, et garde sa tête sur l'épaule de sa tante durant tout le service funéraire. Il refuse ensuite de parler à Whalley pour des mois, et ce dernier a senti que Lennon le tenait d'une certaine façon pour responsable. Julia Lennon est enterrée à l'Allerton Cemetery de Liverpool. Sa tombe est ornée d'une pierre gravée des noms "Mummy, John, Victoria, Julia, Jackie". 

## Influence sur John Lennon
La mort de sa mère traumatise John Lennon, alors adolescent, et durant les deux années qui suivent, il boit beaucoup et se bat souvent, consumé par une « rage aveugle ». Si cela est à l'origine des troubles émotionnels qui le hantent pour la plus grande partie de sa vie, cela contribue également à le rapprocher de Paul McCartney, qui a également perdu sa mère à l'adolescence.
Le souvenir de Julia inspire des chansons tels que Julia, interprétée par les Beatles en 1968. Mother et My Mummy's Dead sont toutes deux écrites sous l'influence de la thérapie du cri primal d'Arthur Janov, et apparaissent sur l'album solo John Lennon/Plastic Ono Band en 1970. Le fils ainé de Lennon, Julian, né en 1963, est nommé en hommage à Julia Lennon.

#### En français
- Julia Baird et Geoffrey Giuliano (trad. Joëlle Girardin, préf. Paul McCartney), John Lennon, mon frère, Paris, Michel Lafon, 1989, 240 p. (ISBN 2-86804-629-0)
- Ingrid Pedersen Lennon (trad. Judith Carraz), Mon frère s'appelait John Lennon, Neuilly-sur-Seine, Michel Lafon, 2005, 217 p. (ISBN 2-7499-0278-9)

#### En anglais
- (en) Julia Baird, Imagine This : Growing Up with My Brother John Lennon, Hodder & Stoughton, 2007, 336 p. (ISBN 978-0-340-83939-3 et 0-340-83939-2)
- (en) Cynthia Lennon, John, Hodder & Stoughton, 2006 (ISBN 0-340-89828-3)
- (en) Ian MacDonald, Revolution in the Head : The Beatles' Records and the Sixties, Londres, Pimlico, 2005, 515 p. (ISBN 1-84413-828-3)
- (en) Barry Miles, Many Years From Now, Vintage-Random House, 1997, 654 p. (ISBN 978-0-7493-8658-0)
- (en) Philip Norman, John Lennon : The Life, Harper Collins, 2008, 851 p. (ISBN 978-0-06-075401-3)
- (en) Bob Spitz, The Beatles : The Biography, Little, Brown, 2005, 996 p. (ISBN 0-316-80352-9)